# Yanjing Beer
Yanjing Beer (кит. 燕京 Яньцзинское пиво) — китайская пивоваренная компания, основанная в 1980 году. Названа в честь Яньцзин — древнего названия Пекина.
В 2011 году компания произвела более 5 млн литров, а в 2013 году — 57,1 миллиона гектолитров пива, став восьмой по величине пивоварней в мире и третьей в Китае.

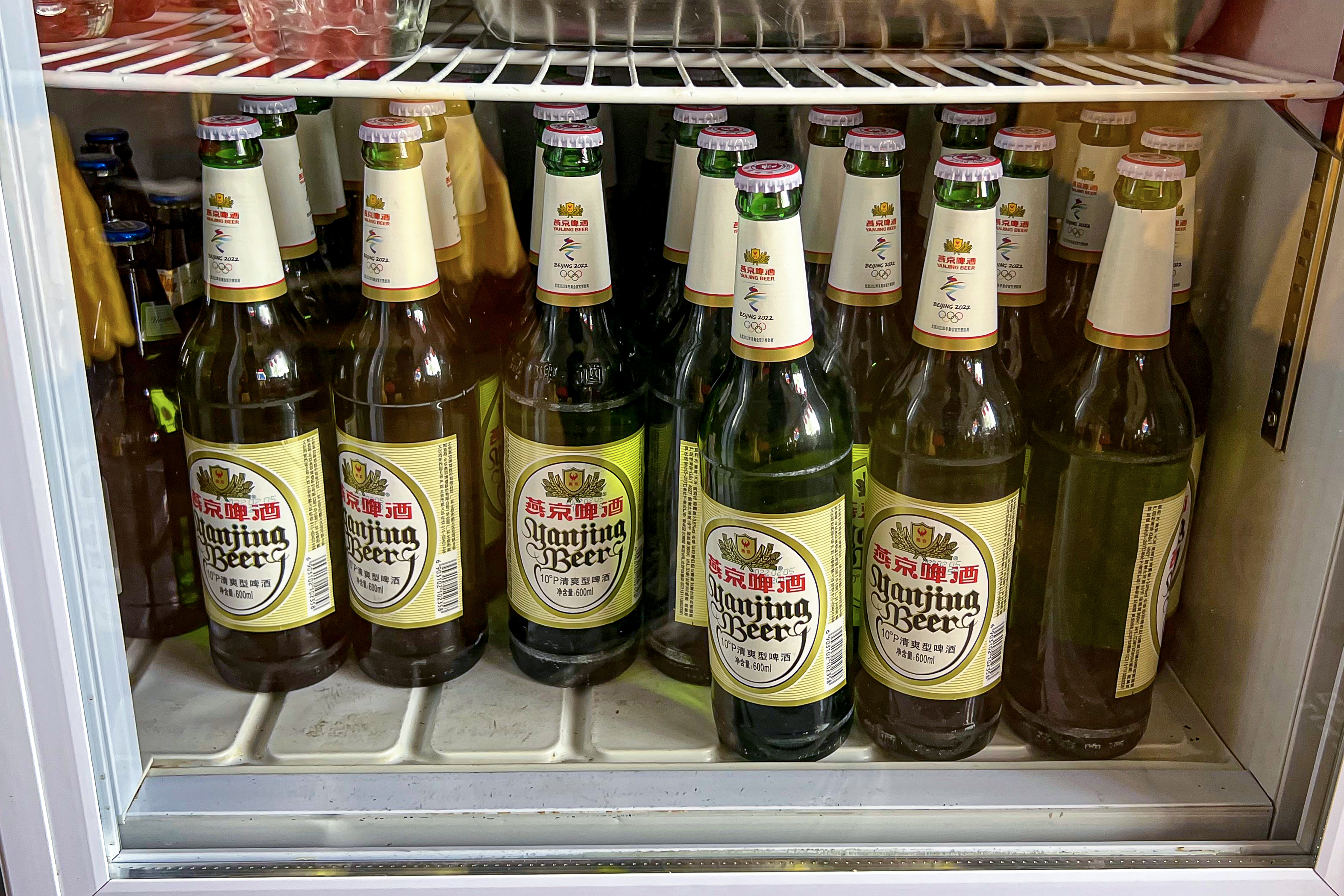
Обычное пиво Yanjing в ресторане в Китае

## Пиво
Яньцзин — пятипроцентное пиво с выраженным хмелевым оттенком.
Воду для варки берут из горных источников Яньшань. Вкусовая палитра включает сорго, горькую дыню и водоросли.